# تپه کونیکال (سری‌لانکا)
تپه کونیکال (به لاتین: Conical Hill) یک کوه در سری‌لانکا است که در ناحیه نووارا الییا واقع شده‌است.